# Mistrovství světa v ledním hokeji 2013 (Divize II)
Mistrovství světa v ledním hokeji 2013 (Divize II) se hrálo od 7. do 13. dubna 2013 v Záhřebu v Chorvatsku (skupina A) a od 21. do 27. dubna 2013 v İzmitu v Turecku (skupina B). Skupiny A a B nebyly rovnocenné a probíhaly mezi nimi postupy a sestupy.

## Skupina A

### Účastníci
| Tým        | Kvalifikace                                 |
| ---------- | ------------------------------------------- |
| Austrálie  | 6. místo v Divizi I - Skupina B a sestup    |
| Španělsko  | 2. místo v Divizi II - Skupina A            |
| Chorvatsko | Pořadatel, 3. místo v Divizi II - Skupina A |
| Island     | 4. místo v Divizi II - Skupina A            |
| Srbsko     | 5. místo v Divizi II - Skupina A            |
| Belgie     | 1. místo v Divizi II - Skupina B a postup   |

### Tabulka
|  | Jeden tým postupující do skupiny B divize I |
|  | Jeden tým sestupující do skupiny B          |

| P | Tým        | Z | V | VP | PP | P | GV | GI | +/- | B  |
| - | ---------- | - | - | -- | -- | - | -- | -- | --- | -- |
| 1 | Chorvatsko | 5 | 5 | 0  | 0  | 0 | 27 | 8  | +19 | 15 |
| 2 | Belgie     | 5 | 3 | 0  | 0  | 2 | 15 | 13 | +2  | 9  |
| 3 | Island     | 5 | 2 | 1  | 0  | 2 | 16 | 16 | 0   | 8  |
| 4 | Austrálie  | 5 | 2 | 0  | 1  | 2 | 13 | 13 | 0   | 7  |
| 5 | Srbsko     | 5 | 2 | 0  | 0  | 3 | 14 | 21 | −7  | 6  |
| 6 | Španělsko  | 5 | 0 | 0  | 0  | 5 | 12 | 26 | −14 | 0  |

### Zápasy
| Datum      | Tým        | Výsledek                                  | Tým        |
| ---------- | ---------- | ----------------------------------------- | ---------- |
| 14.04.2013 | Belgie     | 4:1 (2:0, 1:1, 1:0) Report                | Island     |
| 14.04.2013 | Chorvatsko | 3:1 (1:1, 1:0, 1:0) Report                | Austrálie  |
| 14.04.2013 | Španělsko  | 3:4 (1:1, 1:1, 1:2) Report                | Srbsko     |
| 15.04.2013 | Austrálie  | 2:3 SN (1:2, 0:0, 1:0 – 0:0 – 0:1) Report | Island     |
| 15.04.2013 | Srbsko     | 0:4 (0:1, 0:0, 0:3) Report                | Belgie     |
| 15.04.2013 | Španělsko  | 2:6 (0:4, 1:1, 1:1) Report                | Chorvatsko |
| 17.04.2013 | Austrálie  | 3:5 (1:2, 0:3, 2:0) Report                | Srbsko     |
| 17.04.2013 | Španělsko  | 3:6 (0:3, 0:1, 3:2) Report                | Belgie     |
| 17.04.2013 | Chorvatsko | 6:1 (1:0, 0:0, 5:1) Report                | Island     |
| 19.04.2013 | Island     | 6:3 (1:1, 1:1, 4:1) Report                | Španělsko  |
| 19.04.2013 | Belgie     | 1:3 (0:1, 1:0, 0:2) Report                | Austrálie  |
| 19.04.2013 | Srbsko     | 4:6 (0:2, 3:3, 1:1) Report                | Chorvatsko |
| 20.04.2013 | Austrálie  | 4:1 (2:0, 1:0, 1:1) Report                | Španělsko  |
| 20.04.2013 | Island     | 5:1 (1:0, 2:1, 2:0) Report                | Srbsko     |
| 20.04.2013 | Chorvatsko | 6:0 (2:0, 0:0, 4:0) Report                | Belgie     |

## Skupina B

### Účastníci
| Tým         | Kvalifikace                               |
| ----------- | ----------------------------------------- |
| Nový Zéland | 6. místo v Divizi II - Skupina A a sestup |
| Čína        | 2. místo v Divizi II - Skupina B          |
| Bulharsko   | 3. místo v Divizi II - Skupina B          |
| Mexiko      | 4. místo v Divizi II - Skupina B          |
| Izrael      | 5. místo v Divizi II - Skupina B          |
| Turecko     | Pořadatel, 1. místo v Divizi III a postup |

### Tabulka
|  | Jeden tým postupující do skupiny A  |
|  | Jeden tým sestupující do divize III |

| P | Tým         | Z | V | VP | PP | P | GV | GI | +/- | B  |
| - | ----------- | - | - | -- | -- | - | -- | -- | --- | -- |
| 1 | Izrael      | 5 | 4 | 0  | 0  | 1 | 30 | 14 | +16 | 12 |
| 2 | Nový Zéland | 5 | 4 | 0  | 0  | 1 | 24 | 16 | +8  | 12 |
| 3 | Mexiko      | 5 | 3 | 1  | 0  | 1 | 25 | 18 | +7  | 11 |
| 4 | Čína        | 5 | 2 | 0  | 0  | 3 | 20 | 25 | -5  | 6  |
| 5 | Turecko     | 5 | 1 | 0  | 0  | 4 | 16 | 19 | -3  | 3  |
| 6 | Bulharsko   | 5 | 0 | 0  | 1  | 4 | 23 | 46 | -23 | 1  |

### Zápasy
| Datum      | Tým         | Výsledek                           | Tým         |
| ---------- | ----------- | ---------------------------------- | ----------- |
| 21.04.2013 | Bulharsko   | 5:10 (1:3, 2:3, 2:4) Report        | Nový Zéland |
| 21.04.2013 | Čína        | 3:6 (0:3, 2:2, 1:1) Report         | Izrael      |
| 21.04.2013 | Turecko     | 4:6 (1:3, 0:1, 3:2) Report         | Mexiko      |
| 22.04.2013 | Nový Zéland | 4:2 (2:1, 1:0, 1:1) Report         | Mexiko      |
| 22.04.2013 | Čína        | 9:6 (3:1, 4:1, 2:4) Report         | Bulharsko   |
| 22.04.2013 | Izrael      | 5:3 (0:1, 2:2, 3:0) Report         | Turecko     |
| 24.04.2013 | Nový Zéland | 2:3 (0:2, 1:1, 1:0) Report         | Izrael      |
| 24.04.2013 | Bulharsko   | 7:8 PP (2:3, 2:2, 3:2, 0:1) Report | Mexiko      |
| 24.04.2013 | Čína        | 3:2 (1:0, 1:0, 1:2) Report         | Turecko     |
| 25.04.2013 | Izrael      | 13:2 (5:1, 3:1, 5:0) Report        | Bulharsko   |
| 25.04.2013 | Mexiko      | 5:0 (2:0, 2:0, 1:0) Report         | Čína        |
| 25.04.2013 | Turecko     | 1:2 (0:0, 1:2, 0:0) Report         | Nový Zéland |
| 27.04.2013 | Mexiko      | 4:3 (0:0, 1:2, 3:1) Report         | Izrael      |
| 27.04.2013 | Bulharsko   | 3:6 (3:1, 0:2, 0:3) Report         | Turecko     |
| 27.04.2013 | Nový Zéland | 6:5 (2:1, 0:3, 4:1) Report         | Čína        |